# Stazione di Roka-kōen
La stazione di Roka-kōen (芦花公園駅?, Roka-kōen-eki) è una stazione ferroviaria di Tokyo che si trova nel distretto di Setagaya e serve la linea Keiō della Keiō Corporation.

## Linee
Keiō Corporation
● Linea Keiō

## Struttura
La stazione dispone di due marciapiedi laterali con due binari passanti in superficie.
|   | ● Linea Keiō | per Chōfu, Hashimoto, Keiō-Hachiōji e Takaosanguchi                             |
| 2 | ● Linea Keiō | per Meidaimae, Sasazuka, Shinjuku e linea Shinjuku della metropolitana di Tokyo |

## Stazioni adiacenti
| «                                 | Servizio   | »                  |
| Linea Keiō                        | Linea Keiō | Linea Keiō         |
| --------------------------------- | ---------- | ------------------ |
| Hachiman-yama                     | Locale     | Chitose-Karasuyama |
| Tutti gli altri treni non fermano |            |                    |